# Balta (gmina)
Balta – gmina w Rumunii, w okręgu Mehedinți. Obejmuje miejscowości Balta, Coada Cornetului, Costești, Gornovița, Nevățu, Prejna i Sfodea. W 2011 roku liczyła 1120 mieszkańców.